# Indran Amirthanayagam
 (janvier 2021).
La mise en forme du texte ne suit pas les recommandations de Wikipédia : il faut le « wikifier ».
Les points d'amélioration suivants sont les cas les plus fréquents. Le détail des points à revoir est peut-être précisé sur la page de discussion.
- Les titres sont pré-formatés par le logiciel. Ils ne sont ni en capitales, ni en gras.
- Le texte ne doit pas être écrit en capitales (les noms de famille non plus), ni en gras, ni en italique, ni en « petit »…
- Le gras n'est utilisé que pour surligner le titre de l'article dans l'introduction, une seule fois.
- L'italique est rarement utilisé : mots en langue étrangère, titres d'œuvres, noms de bateaux, etc.
- Les citations ne sont pas en italique mais en corps de texte normal. Elles sont entourées par des guillemets français : « et ».
- Les listes à puces sont à éviter, des paragraphes rédigés étant largement préférés. Les tableaux sont à réserver à la présentation de données structurées (résultats, etc.).
- Les appels de note de bas de page (petits chiffres en exposant, introduits par l'outil «  Source ») sont à placer entre la fin de phrase et le point final[comme ça].
- Les liens internes (vers d'autres articles de Wikipédia) sont à choisir avec parcimonie. Créez des liens vers des articles approfondissant le sujet. Les termes génériques sans rapport avec le sujet sont à éviter, ainsi que les répétitions de liens vers un même terme.
- Les liens externes sont à placer uniquement dans une section « Liens externes », à la fin de l'article. Ces liens sont à choisir avec parcimonie suivant les règles définies. Si un lien sert de source à l'article, son insertion dans le texte est à faire par les notes de bas de page.
- La présentation des références doit suivre les conventions bibliographiques. Il est recommandé d'utiliser les modèles {{Ouvrage}}, {{Chapitre}}, {{Article}}, {{Lien web}} et/ou {{Bibliographie}}. Le mode d'édition visuel peut mettre en forme automatiquement les références.
- Insérer une infobox (cadre d'informations à droite) n'est pas obligatoire pour parachever la mise en page.

Pour une aide détaillée, merci de consulter Aide:Wikification.
Si vous pensez que ces points ont été résolus, vous pouvez retirer ce bandeau et améliorer la mise en forme d'un autre article.
Indran Amirthanayagam, né en 1960 à Colombo, est un poète et diplomate américain d'origine sri-lankaise. Il est également traducteur de l'anglais, de l'espagnol, du français et du créole haïtien.

## Biographie
Indran Amirthanayagam est né en 1960 à Colombo, dans le dominion de Ceylan, actuel Sri Lanka. À l'âge de huit ans, il s'installe avec sa famille à Londres, au Royaume-Uni, puis à l'âge de quatorze ans, il déménage à Honolulu, où il étudie à Punahou School, joue pour le Honolulu Cricket Club et commence à écrire.
Il étudie ensuite la littérature anglaise au Haverford College, où il devient entraîneur de l'équipe de cricket de l'université. Indran Amirthanayagam est titulaire d'une maîtrise en journalisme de l'Université Columbia.
Au cours de sa carrière, Indran Amirthanayagam réside à Washington et exerce les fonctions de diplomate au sein du Service extérieur des États-Unis.

## Œuvre
Indran Amirthanayagam écrit de la poésie et des essais en anglais, en espagnol, en français, en portugais et en créole haïtien.
Ses recueils en espagnol sont publiés au Mexique et au Pérou. Ses trois recueils en français, Aller-retour au bord de la mer (2014), Il n'est de solitude que l'île lointaine (2017), et Sur l'île lointaine (2020), sont publiés aux éditions Legs (Haïti) et aux éditions L'Harmattan. Ses recueils en anglais sont publiés aux États-Unis, au Sri Lanka et en Inde.
Ses poèmes sont également rassemblés dans différentes anthologies (The United States of Poetry, World English Poetry, Language for a New Century, ALOUD: Voices from the Nuyorican Poets Cafe, The Open Boat: Poems from Asian America, The Nuyorasian Anthology, Black Lightning, Living in America, The Four Way Reader #1), ainsi qu'en revue (Grand Street, The Kenyon Review, The Massachusetts Review, Exquisite Corpse, Hanging Loose, BOMB). Des poèmes écrits à l'origine en français et en espagnol sont publiés dans des revues en Côte d'Ivoire, en Haïti, au Mexique, au Pérou, au Nicaragua et en Argentine.
Ses traductions du poète mexicain Manuel Ulacia sont publiées dans Reversible Monuments: Contemporary Mexican Poetry, ainsi que dans Fafnir's Heart (World Poetry in Translation). Son histoire poétique de la guerre civile sri-lankaise, Uncivil War, est publiée en 2013.
Le poème So Beautiful est diffusé sur la série PBS The United States of Poetry. Univision évoque plusieurs de ses poèmes en espagnol dans un reportage d'août 1999.
Indran Amirthanayagam prend part à différents festivals internationaux de poésie à Londres (1996), à San Salvador (2005), à Rosario (2005), à Medellín (2010), à Lima (2012), à Granada, au Nicaragua (2009 et 2014), à Saint-Domingue (2015), et au Honduras (2019).

## Prix
- Bourse de poésie de la Foundation for the Contemporary Arts, 2020
- Bourse d'écriture de la New York Foundation for the Arts
- Bourse d'écriture du US / Mexico Fund for Culture
- Bourse d'écriture de la Macdowell Colony
- Prix des Juegos Florales de Guaymas pour le poème "Juarez", Sonora, Mexico, 2006
- Paterson Poetry Prize pour The Elephants Of Reckoning, 1994[3]
- Superior Honor Award et Meritorious Honor Award (prix remporté à trois reprises) du département d'État des Etats-Unis pour son travail diplomatique